# Wostok 3
Wostok 3 – trzeci w historii radziecki kosmiczny lot załogowy i trzeci lot załogowy statku kosmicznego w ramach programu Wostok. Oznaczenie kodowe Sokoł. Jego misja była połączona z lotem Wostok 4. Misja Wostoka 3 trwała ok. 94 godzin, w tym blisko 70,5 godziny na orbicie zbliżonej do orbity Wostoka 4. Najbliższa odległość między statkami wynosiła ok. 6,5 km. Na pokładzie znajdował się kosmonauta – Andrijan Nikołajew. 

## Załoga
Podstawowa:
- Andrijan Nikołajew

Dubler:
- Walerij Bykowski

Rezerwowa:
- Borys Wołynow

## Opis misji
Po udanym locie Titowa w sierpniu 1961 spodziewano się, że Sowieci szybko zrealizują kolejny lot załogowy. Biuro konstrukcyjne szefa radzieckiego programu kosmicznego, Korolowa, skupiło się jednak na wykorzystaniu kapsuł Wostok do celów militarnych, tj. programu satelitów wywiadowczych Zenit. Jednakże po locie Amerykanina, Johna Glenna, w lutym 1962, sowieccy przywódcy poprosili Korolowa o szybkie wystrzelenie jakiejś wyjątkowej misji. Główną przeszkodą w szybkiej realizacji zadania była katastrofa rakiety nośnej z satelitą Zenit, która uszkodziła stanowisko startowe.
Spektakularność misji miała polegać na pomyśle opracowanym jeszcze przed lotem Wostoka 2 – locie grupowym kilku załogowych statków kosmicznych. Początkowo myślano o trzech, ale wkrótce postanowiono, że będą to dwa Wostoki. Decyzję o długości lotu podjęto nie później niż 18 lipca 1962. Misja miała trwać trzy dni. Decyzję o przedłużeniu jej do czterech podjął już w czasie lotu sam Nikita Chruszczow.
W przeddzień startu, 10 sierpnia 1962, wśród moskiewskich dziennikarzy rozeszła się plotka o planowanej doniosłej misji kosmicznej. Dziennikarzom powiedziano, by przysłuchiwali się jutrzejszym wiadomościom radiowym. Spekulowano, że będzie to lot dużo dłuższy niż Wostoka 2, lub lot dwóch kosmonautów.

### Start Wostoka 3
O godzinie 08:30 GMT, 11 sierpnia, z Bajkonuru wystartował statek Wostok 3 z kosmonautą Andrijanem Nikołajewem.
Szwedzka stacja telekomunikacyjna w Enköping, pod Sztokholmem, między 13:03 a 14:32 odbierała sygnał z radiolatarni Wostoka 3, na częstotliwości 19,995 MHz. Między 16:06 a 16:08,30, na częstości 20,006 MHz odebrano zaś poniższą rozmowę:

[...] w ciągu ośmiu minut zakończone zostanie piąte okrążenie... Wesna 1, tu Sokół. Przesyłam wam dane; aktualny czas to 19:09, [...] jeden i jeden, [...] i dwa [...], temperatura 203,  czuję się dobrze...

Sygnały z radiolatarni odebrano jeszcze o 17:34 i między 19:05 a 19:13 GMT.

### Start Wostoka 4
Kolejnego dnia, 12 sierpnia o 08:02:33 GMT, wystartował z Bajkonuru drugi statek, Wostok 4 z kosmonautą Pawłem Popowiczem, a Moskwa wydała oficjalne oświadczenie.
Stacja telekomunikacji w Enköping ponownie odebrała transmisję głosową (o 12:36, na częstotliwości 20,006 MHz) i z radioboi (do 18:42). Kolejnego dnia sygnał był odbierany o godzinie 07:38, 10:37, 12:07, i 13:38 GMT. Niezrozumiałe komunikaty głosowe odebrano o 15:09, a wieczorem ponownie sygnały radiolatarni (na częstości 19,990 MHz, o godz. 19:39 i 3 minuty później). 
Japońska stacja nasłuchowa w Chiba donosiła, że odebrała rozkazy z Ziemi nakazujące przygotowanie się astronauty do zejścia z orbity, jednak Moskwa zaprzeczyła pogłoskom o szybkiej deorbitacji.

### Pozdrowienia dla Skandynawów
Terje Isberg z Danderyd pod Sztokholmem, odebrał 13 sierpnia o 13:38, pozdrowienia od Wostoka 3 dla wszystkich mieszkańców Skandynawii: 

[...] Z sowieckiego statku kosmicznego Wostok 3 przesyłam pozdrowienia i najlepsze życzenia dla Skandynawów. Kosmonauta Nikołajew...

### Kłótnia między Wostokiem a stacją naziemną
Szwedzka stacja telekomunikacyjna w Enköping w dniu 14 sierpnia, zaczynając od 13:01 GMT, zarejestrowała rozmowę Nikołajewa ze stacją naziemną Wesna 1, w której kosmonauta poucza kontrolę naziemną jak poprawnie zdawać raport o aktualnym czasie:

[...] Wesna 1, tu Sokół. Popełniliście pięć minut błędu w waszym ostatnim raporcie o czasie. Sprawdziłem i godzina nie była, jak powiedziałeś, 15:12 czasu moskiewskiego, a 15:07. Podajcie mi więc teraz nowy czas. Słyszycie mnie? Ja słyszę was dobrze. Zaczynajcie raport o aktualnym czasie. Nie, znowu robicie to źle! Nie robicie tego we właściwy sposób! Słuchaj mnie! Posłuchaj mnie! Nauczę was jak to należycie zrobić. Właściwy czas to 16:09... 16:09... 16:09... Uwaga! Teraz! Wesna 1, to był należyty raport o aktualnym czasie, nie? Tak to się powinno robić; nie taka fuszerka jak wasza. Wesna 6 dała mi aktualny czas o 15:29 i wiedzieli jak to się robi. Przekażcie, proszę, moje podziękowania dla Wesny 6. Ich raport o aktualnym czasie był naprawdę dobry... Tak, dobrze, wasz raport jest teraz w porządku, dzięki... Na pokładzie wszystko dobrze. Ciśnienie w kabinie jeden i jeden, temperatura 12, wilgotność 72, ciśnienie w przedziale przyrządów 1 i 2, ciśnienie w systemie ręcznym jest 70 a w automatycznym: pierwszy 145, drugi 130. Jeśli chodzi o mnie, czuję się wyśmienicie. Wszystko przebiega zgodnie z planem. Na razie...

O 16:07 tego samego dnia, odebrano sygnał radiolatarni Wostoka 4. Dwie minuty później na częstotliwości 20,006 MHz odebrano głos Nikołajewa mówiącego do Wesny 1:

"[...] Wesna 1, tu Sokół. Jak mnie słyszysz? Przekażę odczyty z przyrządów. Ciśnienie w układzie katapulty 300... W punkcie południowym kontaktowałem się ze Złotym Orłem [Berkut]. W tej chwili nie mam z nim łączności...

Był to pierwszy raz, gdy piloci Wostoków wspomnieli o istnieniu katapulty na pokładzie statków.
O 16:20 Sokół wzywa stację Wesna 4, mówiąc: "Skupiam się nad punktem 20. planu lotu". Potem wywołuje stację Wesna 7. Sygnały z radiolatarni Wostoka 4 (częstotliwość 19,990 MHz) odbierane były jeszcze między 17:35 a 18:00 GMT.

### Lądowanie
15 sierpnia, po odpowiednio czterech i trzech dniach lotu, nadszedł czas na lądowanie kapsuł Wostoka 3 i 4. Lądowania nastąpiły daleko na wschód, dlatego też kierowanie tą fazą lotu przez radio było utrudnione.
Między 06:28 a 06:32, szwedzka stacja telekomunikacyjna odebrała sygnał radiolatarni i słaby głos. O 06:52 słyszano słowa "... Trzy... Trzy..." a o 07:15, "Uwaga!". O 07:41 Radio Moskwa zapowiedziało, że wkrótce nada ważny komunikat. Po muzycznym przerywniku, o godz. 07:48 spiker Jurij Lewitan donośnym głosem ogłosił, że oba statki wylądowały. Nikołajew wylądował katapultując się z Wostoka 3 o godzinie 06:52 (włączenie silników hamujących o 06:24) w miejscu o współrzędnych geograficznych 48,03°N 75,75°E. Popowicz wylądował 7 minut później (włączenie silników hamujących o 06:30) również katapultując się, w miejscu o współrzędnych geograficznych 48,17°N 71,85°E. 